# Vitovlje
Vitovlje falu Szlovéniában, a Goriška statisztikai régióban, a Vipava-völgy alsó részén. Közigazgatásilag Nova Goricához tartozik. Lakosságának száma 502 fő.
A falu templomai a Koperi egyházmegyéhez tartoznak. A faluban három templom található. A völgyben elhelyezkedő templomot Szent Luca tiszteletére, a falu főteréhez közelebbit Szent Péter tiszteletére, míg a legjismertebb templomát, amely híres búcsújáró hely is egyben Nagyboldogasszony tiszteletére emelték.

## Fordítás
- Ez a szócikk részben vagy egészben  a   Vitovlje című angol Wikipédia-szócikk ezen változatának fordításán alapul.  Az eredeti cikk szerkesztőit annak laptörténete sorolja fel. Ez a jelzés csupán a megfogalmazás eredetét és a szerzői jogokat jelzi, nem szolgál a cikkben szereplő információk forrásmegjelöléseként.